# Калхаузен
Калхаузен (нем - Kalhausen) је насеље и општина у Француској у региону Лорена, у департману Мозел.
По подацима из 2011. године у општини је живело 845 становника, а густина насељености је износила 62,5 становника/km².

## Демографија
| 1962. | 1968. | 1975. | 1982. | 1990. | 2011. |
| ----- | ----- | ----- | ----- | ----- | ----- |
| 805   | 855   | 844   | 868   | 841   | 845   |